# Tom Selleck
Thomas William Selleck, conhecido por Tom Selleck (Detroit, 29 de janeiro de 1945), é um ator e produtor de cinema norte-americano. Na década de 1980, interpretou o detetive particular Thomas Magnum na célebre série de televisão Magnum, P.I.. Também interpretou Jesse Stone numa série de filmes feitos para a televisão baseados nos romances de Robert B. Parker. Em seu último trabalho, interpreta o comissário Frank Reagan na série dramática Blue Bloods, da CBS.
Apareceu em diversos outros papéis na televisão, como o Dr. Richard Burke em Friends e A.J. Cooper em Las Vegas. Além de seu trabalho nestas séries, apareceu em mais de cinquenta filmes, como Mr. Baseball, Quigley Down Under, Lassiter e, seu maior sucesso no cinema, Three Men and a Baby (br: Três Solteirões e um Bebê), maior bilheteria de 1987.
Tom foi a primeira escolha do Diretor Steven Spielberg e do produtor George Lucas para viver Indiana Jones em Caçadores da Arca Perdida. Selleck recusou o papel, por não ter sido liberado pelo Estúdio Universal, produtora da série Magnum que ele protagonizava. O papel acabou sendo oferecido a Harrison Ford, que o aceitou. Tom também recusou o papel principal de A Testemunha, de Peter Weir. Novamente, Harrison Ford assumiu o papel. Em 1992, estrelou o filme Mr. Baseball.
Tem dois filhos: Kevin e Hannah Selleck.

## Atuações como dublador defilmesDisney
- Meet the Robinsons